# تكفير (رواية)
التكفير (بالإنجليزية: Atonement)‏ هي رواية بريطانية من القصّ الـ ما ورائي صدرت عام 2001، للكاتب إيان ماك إيوان. كُتبت في ثلاث فترات مختلفة، في بريطانيا سنة 1935، وفي الحرب العالمية الثانية في إنكلترا وفرنسا، وفي إنكلترا في الوقت الحاضر، تدور القصة حول خطأ بريء لفتاة من الطبقة الرفيعة يدمر حياتها، وبلوغها في ظل هذا الخطأ، وانعكاسه على طبيعة كتاباتها.
على نطاق واسع، تعد هذه الرواية من أفضل أعمال ماك إيوان، وقد أُدرجت ضمن القائمة القصيرة لجائزة البوكر 2001 للخيال. وفي عام 2010، أدرجت مجلة تايم رواية التكفير في قائمتها لأفضل 100 رواية باللغة الإنجليزية منذ عام 1923.
في عام 2007، حُرر الكتاب في الأكاديمية البريطانية لفنون السينما والتلفزيون ليحصل الفيلم الذي يحمل نفس اسم الرواية لاحقًا على جائزة الأوسكار، بطولة ساويرس رونان، وجيمس ماكافوي، وكيرا نايتلي، وإخراج جو رايت.

## تلخيص حبكة الرواية

### الجزء الأول
بريوني تاليس، فتاة تبلغ من العمر 13 عامًا من عائلة إنكليزية وتمتلك موهبة الكتابة، تعيش في منزل عائلتها الريفي برفقة والديها جاك وإيميلي تاليس. تخرجت أختها الكبرى سيسيليا مؤخرًا في جامعة كامبريدج مع روبي تورنر، ابن مدبرة منزل عائلة تاليس وصديق طفولة سيسيليا. (يحصل روبي على المركز الأول في اللغة الإنجليزية بينما تحصل سيسيليا على «الترتيب الثالث المُذل»)، تتطور علاقتها معه في النهاية.
في صيف عام 1935، يزور أبناء عمومة بريوني، لولا وأخواها التوأم جاكسون وبيروت، العائلة بعد أن يمرّ والداهما بطلاق مرير. يؤدي ببريوني عدمُ نضجها وعدم قدرتها على استيعاب بعض المواقف التي غالبًا ما تكون أبعد من أن تفهمها، إلى إساءة تفسير المشهد الذي تشهده وهو صراع بين روبي وسيسيليا. ويكون ما تظنه لحظة انجذاب جنسي بين سيسيليا وروبي بعيدًا كل البعد عن حقيقة الوضع، ومن هنا تبدأ الشرارة لتخيلات بريوني. تسيء بريوني فهم هذا الوضع وتستنتج أن روبي يتصرف بعنف مع سيسيليا، وينجم هذا عن اختلافاتهم الجندرية وفكرة بريوني حول هيمنة الذكور على النساء.
في غضون هذا، يبدأ روبي بإدراك الانجذاب الذي يشعر به نحو سيسيليا، التي تغيب عن ناظريه لبعض الوقت، ويكتب لها العديد من مسودات رسائل الحب التي يعترف فيها بالمشاعر التي يكنّها تجاهها. يقرر أن يعطي الرسالة لبريوني لتسلمها لأختها سيسيليا؛ ولكن، يعطيها عن غير قصد نسخة كان يريد أن يتخلص منها، والتي تحتوي على إشارات بذيئة ومبتذلة مثل «العضو التناسلي النسوي». يفوت الأوان على روبي ليتدارك خطأه وعلى الرغم من توجيهاته إلى بريوني بعدم فتح الرسالة إلا أنها تعصيه وتقرأ ما كتبه في البداية إلى سيسيليا. ولكونها طفلة، فهي لم ترَ مثل هذه اللغة من قبل وتفسرها على أنها تهديد من روبي موجه إلى أختها سيسيليا.
في وقت لاحق من الليلة ذاتها، تدخل بريوني خلسة لتجد روبي وسيسيليا يمارسان الحب في المكتبة. ومرة أخرى تسيء بريوني تفسير الفعل الجنسي على أنه اغتصاب وتعتقد أن روبي شخص «مهووس». ما تسيء بريوني فهمه هو أنها بمجرد دخولها للمكتبة، سحقت لحظة الحب الوحيدة لروبي وسيسيليا ووصفت روبي بأنه معتدٍ، ومرة أخرى يكون هذا التفسير أبعد ما يكون عن الحقيقة. يقودها تفسيرها لحبهما إلى الاعتقاد بأنها تحتاج إلى حماية أختها من روبي.
في وقت لاحق، يُقام حفل عشاء عائلي يحضره شقيق بريوني ليون وصديقه بول مارشال، والذي يظهر بأنه يمتلك خدشًا طويلًا على وجهه. وبعد لحظات يُكتشف أن التوأم قد هربا. فيُقسَّم الحضور إلى فرق للبحث عنهما.
في الظلام، وبينما يبحث الجميع عن التوأم، تكتشف بيروني أن ابنة عمها تعرضت للاغتصاب من قبل معتد لم تستطع رؤيته بوضوح. بينما لا تكون لولا قادرة أو ربما راغبة في تحديد الشخص الذي هاجمها -رغم أنها تلمح بشدة بأنه مارشال- ولكن بريوني تتهم روبي وتخبر الشرطة بأنه كان المعتدي، مدعية أنها رأت وجه روبي في الظلام. تدفع التفسيرات الخاطئة التي شهدتها بريوني سابقًا مثل رؤية صراع روبي وسيسيليا عند النافورة، والرسالة، والمشهد الذي رأته في المكتبة، د تدفعها إلى اتهام روبي باغتصاب لولا، على الرغم من عدم وجود أي دليل قوي على إدانته. يؤخذ روبي إلى السجن، مع تصديق أمه وسيسيليا فقط باحتجاجاته بالبراءة. تتصور بريوني أن أفعالها بطولية، وتحقق خيالاتها بحبس المجرم في السجن، ولكنها لا تدرك تأثير ما أحدثته. وكنتيجة لهذا، تقطع سيسيليا علاقتها مع عائلتها وترفض التحدث إليهم مجددًا.

### الجزء الثاني
في الوقت الذي تبدأ فيه الحرب العالمية الثانية، يمضي روبي عدة سنوات في السجن. ويُطلق سراحه بشرط تجنيده في الجيش.
تتدرب سيسيليا وتصبح ممرضة. وتقطع كل سبل التواصل مع أهلها بسبب الجزء الذي قاموا به بإرسال روبي إلى السجن.
يبقى روبي وسيسيليا على تواصل بالرسائل فقط، إذ لا يُسمح لها بزيارته. قبل أن يضطر روبي للذهاب إلى الحرب في فرنسا، يجتمعان لمرة واحدة لمدة نصف ساعة في أثناء استراحة غداء سيسيليا. يبدأ لمّ شملهما على نحو مربك، ويقبّلان بعضهما قبل المغادرة.
في فرنسا، تسير الحرب على نحو سيئ، ويتراجع الجيش نحو دونكيرك. بينما يذهب روبي المصاب إلى مكانٍ آمن، يفكر بسيسيليا والأحداث الماضية مثل تعليم بريوني كيفية السباحة، ما يعكس أسباب بريوني المحتملة لاتهامه.
اجتماعه الوحيد مع سيسيليا هو الذكرى التي تجعله يستمر بالسير؛ هدفه الوحيد هو رؤيتها مرة أخرى. تتدهور حالته على مدار الجزء: يضعف ويصبح شخصًا يهذي، ويشير النص بقوة إلى أنه يموت جراء جرحه. وفي نهاية الجزء الثاني، ينام روبي في دونكيرك، قبل يوم وحد من بدء الإخلاء.

### الجزء الثالث
ترفض بريوني النادمة مكانها في كامبريدج وبدلًا من ذلك تصبح ممرضة متدربة في لندن. تدرك حجم خطأها كليًا وتدرك أن بول مارشال، صديق ليون، هو الذي رأته يغتصب لولا. تبقى بريوني تكتب، على الرغم من أنها لا تمارسها بنفس الطيش الذي كانت تفعله عندما كانت طفلة.
تُستدعى بريوني إلى جانب سرير لوك، وهو جندي فرنسي شاب أُصيب بجروح قاتلة. تسلّيه في لحظاته الأخيرة من خلال التحدث معه عن مدرستها الفرنسية، وهو يخلط بين اسمها واسم فتاة إنجليزية أرادت والدته أن يتزوجها.
قبل وفاته مباشرة، يسألها لوك: «هل تحبينني؟» ترد عليه بريوني: «نعم»، وليس هذا فقط، لأنه «لم يكن هناك جواب آخر ممكنًا» بل لأنها أيضًا «أحبته في ذلك الوقت. لقد كان صبيًا جميلًا بعيدًا عن عائلته وعلى وشك الموت». بعد ذلك، تراود بريوني أحلام اليقظة حول الحياة التي قد تتمتع بها لو تزوجت لوك وذهبت للعيش معه ومع عائلته.
تحضر بريوني زفاف بول مارشال وابنة عمها لولا -التي قررت «الزواج من الشخص الذي اغتصبها»- قبل زيارة سيسيليا أخيرًا. يتوافق ذلك مع تسريح روبي من الجيش، وتلتقي به بريوني بشكل غير متوقع في بيت أختها.
ترفض كل من سيسيليا وروبي مسامحة بريوني، والتي تخبرهم رغم ذلك أنها ستحاول أن تضع الأمور في نصابها الصحيح. وتعدهم بأن تبدأ بالإجراءات القانونية اللازمة لتبرئة روبي، على الرغم من أن بول مارشال لن يكون مسؤولًا عن جريمته أبدًا بسبب زواجه من لولا، الضحية.

## التقدير
يعتبر أحد أفضل أعمال إيان ماك إيوان، ودخل ضمن القائمة القصيرة لجائزة البوكر للكتب الخيالية عام 2001. وأدرجته مجلة التايم في عام 2010 ضمن قائمة أفضل مائة رواية باللغة الإنجليزية منذ عام 1923.
وقد حولت الرواية إلى عمل سينمائي يحمل نفس العنوان، بطولة سيرشا رونان وجيمس مكافوي وكيرا نايتلي.